# マドリード証券取引所
マドリード証券取引所（マドリードしょうけんとりひきじょ、西：Bolsa de Madrid〈ボルサ・デ・マドリード〉）は、スペインのマドリードにある証券取引所。
バルセロナ、バレンシア、ビルバオと並ぶスペインを代表する証券取引所である。取引時間は午前9時から午後5時30分まで。
代表的な株価指数はIBEX 35、マドリード標準株価指数など。